# Racomitrium pacificum
Racomitrium pacificum är en bladmossart som beskrevs av Robert Root Ireland och John R. Spence 1987. Racomitrium pacificum ingår i släktet raggmossor, och familjen Grimmiaceae. Inga underarter finns listade i Catalogue of Life.